# مروة السلحدار
مروة السلحدار أول قبطانة مصرية عربية، تخرجت من الأكاديمية العربية للعلوم والتكنولوجيا والنقل البحري في الدفعة رقم 73، حيث احتفلت الاكاديمية بتخريج أول قبطانة مصرية من الأكاديمية، واعتبرت الأكاديمية تخرجها بداية لدخول المرأة مجال العمل البحري.

## المسيرة المهنية
التحقت مروة السلحدار بالأكاديمية البحرية شعبة النقل الدولي ، ولكنها قررت أن تنتقل لشعبة الملاحة البحرية بعد أن شجعها أخوها على ذلك، وسط رفض تام من جميع زملائها حولها ولكن وجدت تشجيعا ومساندة من والدتها، كما وجدت والدها يخشى عليها من المخاطر التي قد تواجهها أثناء العمل، ولكن لم يضغط عليها أو يفرض عليها شيئا، ومع إصرارها دعمها وساندها أيضا حتى التحقت بتلك الشعبة، حيث مرت علي كل الاختبارات والكشف الطبي واختبارات اللياقة البدنية التي يخضع لها شباب الملاحة وحصلت علي لائق في كل الاختبارات مما أهلها للدخول مع فرقة من الشباب وفتاة واحدة نيجيرية الأصل حيث استطاعت وسط 1200 طالب ان تتفوق وتتخرج من الاكاديمية البحرية قسم الملاحة البحرية دفعة 2013، لتصبح أول فتاة مصرية في مهنة قبطان بحري، ولم تقض العواقب التي تعرضت لها مروة على همتها في استكمال مشوارها الملاحي والذي تمثل في صعوبة حصولها على جواز سفر بحري، وكذلك عند القيام بأحد التدريبات العملية كان يقوم الفريق بوضع مجموعة من الضوابط وإرشادات السلامة لكونهم قلقين على وجود فتاة معهم على السفينة.

## افتتاح قناة السويس الجديدة
بعد تخرج «مروة» من الاكاديمية البحرية التحقت للعمل علي السفينة "عايدة 4" برتبة ضابط ثان. حيث تعتبر أول فتاة مصرية يوضع اسمها ضمن طاقم كبير للسفينة «عايدة 4»، حيث رفضت العمل مع الشركات الخاصة، مفضلة العمل كإحدى أفراد طاقم الأسطول المصري. قامت مروة بالتقدم للتسجيل ضمن الطاقم الذي سيقود «عايدة 4» مثل أي طالب في العبور الولي في قناة السويس الجديدة أثناء الحفل وتمت الموافقة علي طلبها، حيث قامت بمهام قيادة السفينة «عايدة 4» قبل مشاركتها في بروفة الاحتفال استعدادًا للحدث التاريخي وخضعت مع زملائها لـ48 ساعة بروفات قبل الحفل، حيث كانت القافلة المخصصة للاحتفال بالحدث تتكون من 3 قطع أساسية هي "عايدة 4" و"فريم – تحيا مصر"و تتقدمهما "المحروسة". لتكون بذلك اصغر وأول قبطانة مصرية تعبر قناة السويس ، وفي أحد اللقاءات أعربت «السلحدار» عن سعادتها بالمشاركة قائلة «على الرغم من أن المشاركة في حفل افتتاح قناة السويس الجديدة، كان مجرد حلم، إلا أن الحلم أصبح حقيقة».

## وصلات خارجية
- بيت العائلة - مروة السلحدار أول قبطانة مصرية وعربية وماجدة مالك أول كابتن طيار تقود طائرة.
- #صاحبة_السعادة | لقاء خاص مع مروة السلحدار - أول قبطانة مصرية | الجزء الأول.
- #صاحبة_السعادة | لقاء خاص مع مروة السلحدار - أول قبطانة مصرية | الجزء الثاني.
- مصر النهاردة أول قبطان امرأة في مصر 6/7/2010.
- أول قبطانة مصرية تبحر في قناة السويس الجديدة.. مروة السلحدار ـ في ست الحسن.
- الحياة الآن - مروة السلحدار قبطان سفينة «عايدة 4» ضمن قبطانتين مصر الوحيدتين: «بنحبك يا عمر»